# Ettore Ximenes
Ettore Ximenes a veces escrito solo como Etto Ximenes  (Palermo, 11 de abril de 1855 - Roma, 20 de diciembre de 1926) fue un escultor italiano que se especializó en obras de inspiración religiosa y mitológica con una fuerte tendencia realista.
Fue autor de numerosas obras en Italia, Estados Unidos y Argentina. Entre 1919 y 1926 vivió en São Paulo, donde trabajó con el arquitecto Manfredo Manfredi en el Monumento a la Independencia. En Sao Paulo tuvo muchos discípulos, como el escultor Luis Morrone. En la ciudad de Buenos Aires una de sus más conocidas obras es el mausoleo dedicado a Manuel Belgrano.

## Museos
- Museo Michelangiolesco, Caprese Michelangelo
- Villino Ximenes, Roma